# Триэдр
Триэдр (от греч. τρι- — три и ἕδρα — основание, грань) — система трёх взаимно перпендикулярных единичных векторов, исходящих из одной точки.
Понятие триэдра имеет важное значение в механике, дифференциальной геометрии кривых и поверхностей.
Подвижная (сопровождающая) триэдр кривая — такая кривая, где один вектор t направлен по касательной к кривой, другой n — по главной нормали, а третий b — по бинормали.
Понятие введено Л. Эйлером в 1736 году; метод подвижного триэдра развит Ж. Г. Дарбу (1887-1896) и Э. Картаном (1937).